# 2014-es angol labdarúgó-ligakupa-döntő
A 2013–14-es Capital One Cup döntőjét 2014. március 2-án a londoni Wembley Stadionban játszotta a Sunderland és a Manchester City. A mérkőzést 3–1-re a Manchester City nyerte, ezzel megszerezték a 3. ligakupa-győzelmüket.

## Út a döntőbe
| MANCHESTER CITY  | MANCHESTER CITY | Forduló      | SUNDERLAND          | SUNDERLAND        |
| ---------------- | --------------- | ------------ | ------------------- | ----------------- |
|                  |                 |              |                     |                   |
| Ellenfél         | Eredmény        |              | Ellenfél            | Eredmény          |
| –                |                 | Harmadik kör | Milton Keynes Dons  | 4–2               |
| Wigan Athletic   | 5–0             | Harmadik kör | Peterborough United | 2–0               |
| Newcastle United | 2–0             | Negyedik kör | Southampton         | 2–1               |
| Leicester City   | 3–1             | Ötödik kör   | Chelsea             | 2–1               |
| West Ham United  | 6–0, 3–0        | Elődöntő     | Manchester United   | 2–1, 1–2 (b: 2–1) |

## A mérkőzés
A Manchester City kezdte jobban a mérkőzést, az első percekben többet birtokolta a labdát, de a 10. percben hátrányba kerültek. Lee Cattermole labdaszerzését követően Adam Johnson indította a jobb oldalon Fabio Borinit, akit Vincent Kompanynak nem sikerült leszerelnie, Martín Demichelis pedig nagyon lassan zárt vissza, ezt kihasználva az olasz csatár öt méterről kilőtte a jobb alsó sarkot jobb külsővel. Ezután kicsivel többet birtokolták a labdát a gyárvárosiak. A kezdőbe visszatérő Sergio Agüero sem tudott villogni, csak egy lövésre és egy jó beadásra futotta az argentin erejéből az első félidőben.
A második félidő elején sem tudott a Sunderland fölé kerekedni a City, de Yaya Touré az 55. percben hatalmas gólt ragasztott a jobb felső sarokba Pablo Zabaleta átadását követően. Egy perccel később Aleksandar Kolarov bal oldali beadását követően Samir Nasri lőtt jobb külsővel nagy gólt Vito Mannone kapujába. A legvégén csereként beállt Jesús Navas döntötte el végképp a meccset. Villámgyors kontra végén Yaya Touré átadását követően volt eredményes a spanyol játékos. Touré kitette a labdát jobbra, a spanyol szélső a bal sarokba helyezett. A kékmezesek chilei menedzsere, Manuel Pellegrini 2003 óta nyert ismét címet aktuális csapatával, akkor a River Plate-el lett bajnok Argentínában.

### Részletek
| 2014. március 2. 15:00 (CET) |

| Manchester City               | 3–1               | Sunderland |
| ----------------------------- | ----------------- | ---------- |
| Touré 55' Nasri 56' Navas 90' | (0–1) Jegyzőkönyv | 10' Borini |

| Wembley Stadion, London (Anglia) Nézőszám: 84 697 Játékvezető: Martin Atkinson |

| Manchester City | Sunderland |

| GK                | 30 | Costel Pantilimon   |           |
| RB                | 5  | Pablo Zabaleta      |           |
| CB                | 4  | Vincent Kompany (c) |           |
| CB                | 26 | Martín Demichelis   |           |
| LB                | 13 | Aleksandar Kolarov  |           |
| RM                | 8  | Samir Nasri         |           |
| CM                | 42 | Yaya Touré          |           |
| CM                | 25 | Fernandinho         |           |
| LM                | 21 | David Silva         | 77'       |
| CF                | 10 | Edin Džeko          | 88'       |
| CF                | 9  | Sergio Agüero       | 58'       |
| Cserék:           |    |                     |           |
| GK                | 1  | Joe Hart            |           |
| DF                | 6  | Joleon Lescott      |           |
| DF                | 22 | Gaël Clichy         |           |
| MF                | 7  | James Milner        |           |
| MF                | 14 | Javi García         | 77'       |
| MF                | 15 | Jesús Navas         | 58'       |
| FW                | 9  | Álvaro Negredo      | 88' 90+3' |
| Edző:             |    |                     |           |
| Manuel Pellegrini |    |                     |           |

| GK        | 25 | Vito Mannone         |     |
| RB        | 2  | Phil Bardsley        |     |
| CB        | 5  | Wes Brown            |     |
| CB        | 16 | John O'Shea (c)      |     |
| LB        | 28 | Marcos Alonso        | 82' |
| DM        | 4  | Ki Szung Jong        |     |
| RM        | 7  | Sebastian Larsson    | 60' |
| CM        | 33 | Lee Cattermole       | 77' |
| CM        | 14 | Jack Colback         |     |
| LM        | 11 | Adam Johnson         | 60' |
| ST        | 31 | Fabio Borini         |     |
| Cserék:   |    |                      |     |
| GK        | 32 | Oscar Ustari         |     |
| DF        | 12 | Ondřej Čelůstka      |     |
| DF        | 27 | Santiago Vergini     |     |
| MF        | 8  | Craig Gardner        | 60' |
| MF        | 23 | Emanuele Giaccherini | 77' |
| FW        | 9  | Steven Fletcher      | 60' |
| FW        | 30 | Ignacio Scocco       |     |
| Edző:     |    |                      |     |
| Gus Poyet |    |                      |     |

| A mérkőzés legjobb játékosa - Samir Nasri Játékvezetők - Játékvezető-asszisztensek: - Steve Child - Simon Long - Negyedik játékvezető: Neil Swarbrick | SZABÁLYOK - 90 perces játékidő. - 30 perc hosszabbítás, ha szükséges. - Büntetőpárbaj, ha az állás döntetlen. - Hét nevezett cserejátékos. - Legfeljebb három cserelehetőség. |